# Asesinatos de Reavey y O'Dowd
Los asesinatos de Reavey y O'Dowd fueron dos ataques armados coordinados el 4 de enero de 1976 en el condado de Armagh, Irlanda del Norte. Seis civiles católicos murieron después de que miembros de la Fuerza Voluntaria del Ulster (UVF), un grupo paramilitar leal del Ulster, irrumpieran en sus casas y les dispararan. Tres miembros de la familia Reavey fueron asesinados a tiros en su casa de Whitecross y cuatro miembros de la familia O'Dowd fueron asesinados a tiros en su casa de Ballydougan. Dos de los Reavey y tres de los O'Dowd murieron en el acto, y la tercera víctima de Reavey murió debido a una hemorragia cerebral casi un mes después.
Los tiroteos fueron parte de una serie de ataques contra católicos y nacionalistas irlandeses por parte de la "banda de Glenanne", una alianza de militantes leales, soldados británicos rebeldes y oficiales de policía de la Real Policía del Ulster (RUC). Billy McCaughey, un oficial del Grupo de Patrulla Especial, admitió haber participado y acusó a otro oficial de estar involucrado.  Su colega John Weir dijo que entre los involucrados había un soldado británico, dos policías y un presunto agente de policía: Robin "el Chacal" Jackson.
Al día siguiente, hombres armados del IRA mataron a tiros a diez civiles protestantes en la masacre de Kingsmill. Esto se consideró una represalia por los tiroteos de Reavey y O'Dowd, y fue el punto culminante de una serie de asesinatos en la zona a mediados de la década de 1970.

## Antecedentes
En febrero de 1975, el IRA Provisional y el Gobierno británico firmaron una tregua y reanudaron las negociaciones. Durante la tregua, el IRA acordó detener sus ataques contra las fuerzas de seguridad británicas, y estas, en su mayoría, cesaron sus redadas y registros.  Sin embargo, hubo disidentes en ambos lados. Algunos Provisionales no querían saber nada de la tregua, mientras que algunos comandantes británicos se sintieron resentidos cuando se les dijo que detuvieran sus operaciones contra el IRA justo cuando afirmaban que tenían a los Provisionales en fuga.  Las fuerzas de seguridad intensificaron su ofensiva de inteligencia durante la tregua.
Se produjo un aumento de los asesinatos sectarios durante la tregua, que "oficialmente" duró hasta febrero de 1976. Los leales, temiendo que el gobierno británico los abandonara y los obligara a unirse a Irlanda,  incrementaron sus ataques contra los católicos y nacionalistas irlandeses. Los leales mataron a 120 católicos en 1975, la gran mayoría civiles.  Esperaban obligar al IRA a tomar represalias y poner así fin a la tregua. Algunas unidades del IRA se concentraron en luchar contra los leales. La caída de las operaciones regulares había causado disturbios dentro del IRA y algunos miembros, con o sin permiso de sus superiores, participaron en asesinatos de ojo por ojo.  La mayoría de los ataques lealistas en el área del condado de Armagh han sido vinculados a la "banda de Glenanne", una alianza secreta de militantes lealistas, soldados británicos y oficiales de policía de la RUC. 
- El 27 de abril de 1975, la UVF mató a tiros a tres civiles católicos en un club social en Bleary, cerca de Ballydougan.  Se ha afirmado que la banda de Glenanne estaba involucrada.
- El 31 de julio, miembros de la UVF (algunos de los cuales también eran soldados británicos) mataron a tiros a tres miembros de una banda de pop irlandesa en Buskhill, cerca de Whitecross. El minibús de la banda fue detenido en un falso puesto de control militar por hombres armados con uniformes del ejército británico. Durante el mes siguiente se produjeron otros dos ataques similares en la misma zona. El 1 de agosto, hombres armados abrieron fuego contra un minibús en las afueras de Gilford, cerca de Ballydougan, matando a dos católicos e hiriendo a varios otros pasajeros.  El 24 de agosto, dos católicos fueron asesinados a tiros después de ser sacados de su coche en otro falso puesto de control militar en Altnamachin. El oficial de la RUC, John Weir, cree que un compañero oficial y un soldado británico estuvieron involucrados en este tiroteo.  Los tres ataques han sido vinculados a la banda de Glenanne. [3]
- El 22 de agosto, la UVF lanzó un ataque con armas de fuego y bombas en el bar McGleenan's de Armagh, matando a tres civiles católicos e hiriendo a muchos otros.[4] La banda de Glenanne ha sido vinculada al ataque,  que supuestamente fue una represalia por un ataque del IRA en Belfast.
- El 1 de septiembre, hombres armados irrumpieron en Tullyvallan Orange Hall (cerca de Whitecross) y mataron a tiros a cinco civiles protestantes, todos miembros de la Orden de Orange . La "Fuerza de Acción Republicana del Sur de Armagh" se atribuyó la responsabilidad. [4]
- El 19 de diciembre, los leales llevaron a cabo dos ataques a ambos lados de la frontera. Dos civiles católicos murieron y veinte resultaron heridos cuando los lealistas detonaron un coche bomba a las afueras de un pub en Dundalk, a unas pocas millas de la frontera irlandesa . [4] Horas más tarde, mataron a otros tres civiles católicos e hirieron a seis en un ataque con armas de fuego y bombas en un pub en Silverbridge, cerca de Whitecross. Se cree que los ataques fueron coordinados y que el ataque de Silverbridge involucró a la banda de Glenanne. [3] Un oficial de la RUC admitió más tarde su participación y los detectives creyeron que otros oficiales de la RUC y un soldado británico también estaban involucrados.
- El 31 de diciembre, tres civiles protestantes murieron en un ataque con bomba en un pub en Gilford, cerca de Ballydougan. El "Ejército Republicano del Pueblo" se atribuyó la responsabilidad. [4] Se ha informado que los asesinatos de Reavey y O'Dowd fueron una represalia por este bombardeo.

## Tiroteos

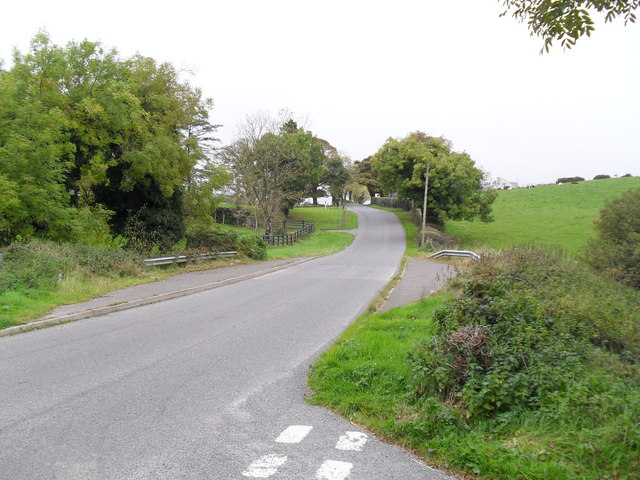
Un camino rural en Greyhillan (cerca de Whitecross), donde ocurrieron los tiroteos de Reavey

Aproximadamente a las 6:10 PM, al menos tres hombres enmascarados ingresaron a la casa de los Reavey, una familia católica, en Whitecross.  La puerta había quedado sin llave.  Los hermanos John (24), Brian (22) y Anthony Reavey (17)  estaban solos en la casa y estaban viendo la televisión en la sala de estar. Los pistoleros abrieron fuego contra ellos con dos metralletas Sterling de 9 mm, una pistola Luger de 9 mm y un revólver Webley de .455.  John y Brian fueron asesinados en el acto. Anthony logró correr al dormitorio y refugiarse debajo de una cama. Le dispararon varias veces y lo dejaron por muerto.  Después de registrar la casa y no encontrar a nadie más, los hombres armados se marcharon.  Gravemente herido, Anthony se arrastró unos 200 metros hasta la casa de un vecino y buscó ayuda. Murió de una hemorragia cerebral el 30 de enero. Aunque el patólogo dijo que el tiroteo no tuvo nada que ver con su muerte, Anthony figura oficialmente como víctima de "los Problemas".   Un hermano, Eugene Reavey, dijo: «Toda nuestra familia podría haber sido aniquilada. Normalmente, un domingo, los doce estaríamos en casa, pero esa noche mi madre llevó a todos los demás a visitar a mi tía».  Los vecinos afirmaron que en el momento del ataque se habían establecido dos puestos de control de la Real Policía del Ulster (RUC), uno en cada extremo de la calle. Estos puestos de control podrían haber impedido que los transeúntes vieran lo que estaba sucediendo. La RUC negó tener patrullas en la zona en ese momento, pero dijo que podría haber habido puestos de control atendidos por el Regimiento de Defensa del Ulster (UDR) del Ejército británico . 

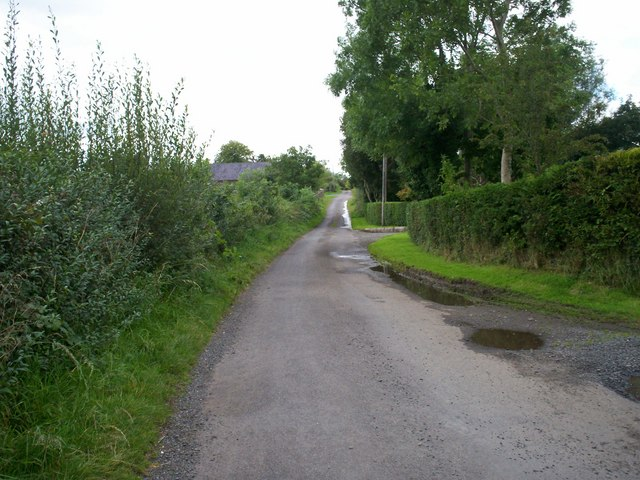
The Slopes, Ballydougan (cerca de Bleary), donde tuvieron lugar los tiroteos de O'Dowd

Alrededor de las 6:20 p.m., tres hombres enmascarados irrumpieron en la casa de los O'Dowds, otra familia católica, en Ballydougan, a unas quince millas de distancia. Seis personas estaban en la casa para una reunión familiar. Los miembros masculinos de la familia estaban en la sala de estar con algunos de los niños, tocando el piano. Los hombres armados rociaron la habitación con balas, matando a Joseph O'Dowd (61) y a sus sobrinos Barry (24) y Declan O'Dowd (19). Los tres eran miembros del Partido Socialdemócrata y Laborista (SDLP)  y la familia cree que por eso fueron atacados. Barney O'Dowd (el padre de Barry y Declan) también resultó herido por disparos. La RUC concluyó que el arma utilizada era una ametralladora de 9 mm Sterling, aunque Barney cree que una pistola Luger con el supresor también se usó. Los hombres armados habían cruzado un campo para llegar a la casa, y hay evidencia de que los soldados de la UDR habían estado en el campo el día anterior.

## Perpetradores
Los asesinatos fueron reivindicados por la " Fuerza de Acción Protestante ",  un nombre encubierto utilizado por miembros de la UVF.
Según las familias Reavey y O'Dowd, los oficiales de la RUC enviados a investigar los tiroteos fueron hostiles y poco serviciales. La familia Reavey afirmó que la actitud de la RUC fue que "sus hermanos no fueron fusilados por nada". Sin embargo, la investigación policial concluyó que las familias no tenían vínculos con los paramilitares. 
Se descubrió que los asesinatos formaban parte de una serie de ataques llevados a cabo por la "banda de Glenanne";  una alianza secreta de miembros de la UVF, soldados británicos del Regimiento de Defensa del Ulster (UDR) y oficiales de policía de la Real Policía del Ulster (RUC).
En 1988, mientras estaba en prisión, el ex oficial de la RUC Billy McCaughey (fallecido en 2006) admitió ser uno de los hombres que participaron en el ataque de Reavey, aunque negó haber disparado ningún tiro.  En ese momento era miembro del Grupo de Patrulla Especial (SPG) de la RUC, pero en 1980 fue encarcelado por su participación en el asesinato sectario de William Strathearn.  McCaughey no fue acusado en relación con el tiroteo de Reavey. También afirmó que el reservista de la RUC James Mitchell (fallecido en 2008) había conducido el coche de escape, junto con su ama de llaves Lily Shields.  Eugene Reavey, que había trabajado como asesor avícola, conocía a Mitchell y solía visitar su granja una vez por semana. 

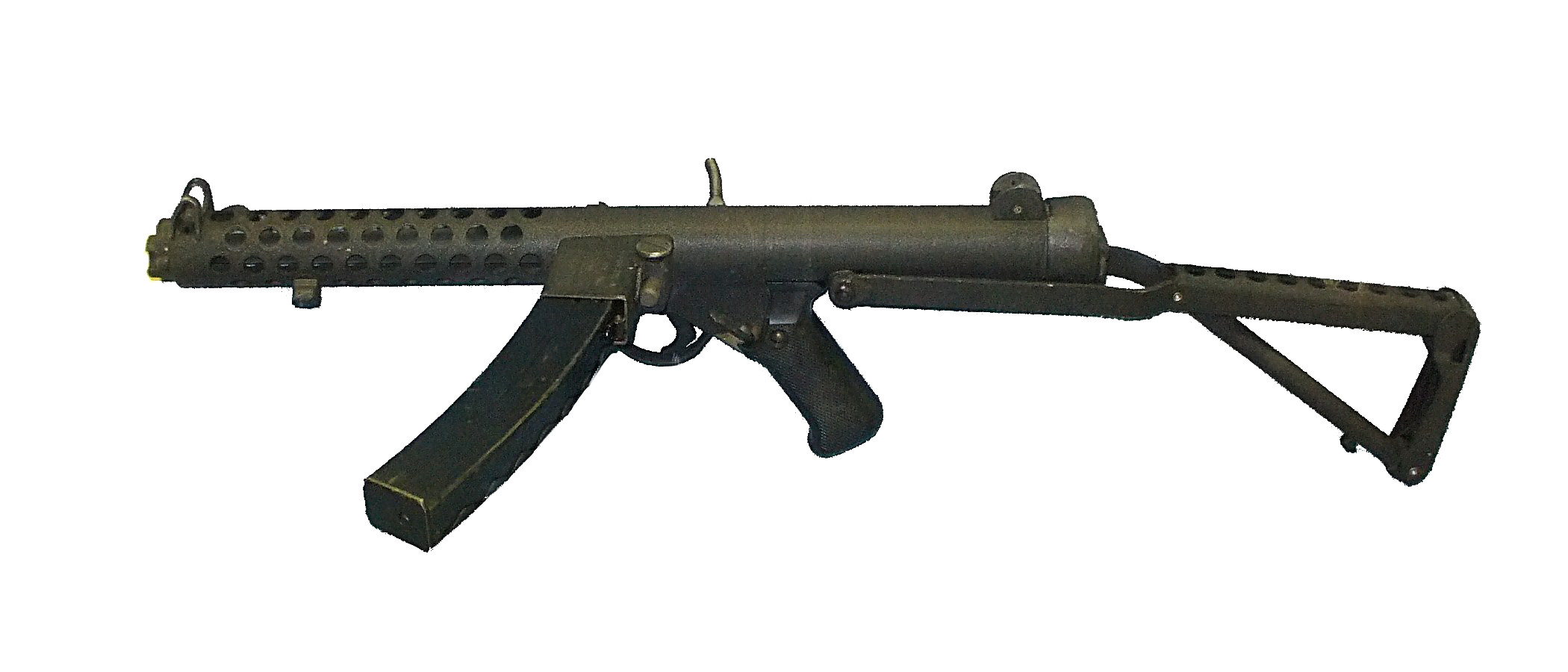
Se utilizaron metralletas Sterling en los asesinatos y luego se relacionaron con otros ataques.

El oficial de la RUC SPG, John Weir, en su declaración jurada ante el juez de la Corte Suprema de Irlanda, Henry Barron, nombró a los involucrados en los tiroteos de Reavey como Robert McConnell (un soldado del Regimiento de Defensa del Ulster del Ejército británico), Laurence McClure (un oficial de la RUC SPG), James Mitchell y otro hombre.  En una reunión con Eugene Reavey, el oficial de la RUC que dirigía la investigación también nombró a McConnell, McClure y Mitchell como sospechosos.  La descripción que hace Anthony Reavey del hombre que portaba la metralleta coincide bastante con la de McConnell, a pesar de que el pistolero llevaba un pasamontañas de lana negro.  McConnell estuvo implicado en los atentados con coches bomba en Dublín en 1974  y en muchos otros ataques sectarios. 
En 2021, el Defensor del Pueblo de la Policía pidió a los fiscales que decidieran si hay pruebas suficientes para acusar a un ex oficial de la RUC por los asesinatos de Reavey. 
Weir nombró al líder de la UVF de Mid-Ulster, Robin "el Chacal" Jackson (fallecido en 1998), como el principal pistolero en los tiroteos de O'Dowd.  Los oficiales investigadores le dijeron a Barney O'Dowd que Jackson estaba involucrado, pero que no tenían pruebas suficientes para acusarlo.  Jackson también fue mencionado por haber tenido un papel clave en los atentados con coches bomba en Dublín en 1974, la masacre de Miami Showband y una serie de asesinatos sectarios. Varias fuentes afirman que era un agente de la División Especial de la RUC .  
El grupo de derechos humanos Pat Finucane Centre (PFC), junto con las familias de los asesinados, han declarado su convicción de que los asesinatos eran parte de "una 'guerra sucia' inspirada por las fuerzas de seguridad, destinada a aterrorizar a la comunidad católica/nacionalista para que aísle al IRA" y tenían como "la intención de provocar una respuesta sangrienta y cada vez más intensa" del IRA. Esto provocaría medidas más duras por parte de ambos gobiernos y/o "provocaría una guerra civil ".  John Weir, exmiembro del grupo que perpetró los ataques, afirmó que pretendían provocar una guerra civil, creyendo que si esta estallaba, podrían "aplastar al otro bando". 

## Secuelas
Al día siguiente, unos hombres armados detuvieron un minibús que transportaba a diez trabajadores protestantes cerca de Whitecross y los mataron a tiros al costado del camino. Esto se conoció como la masacre de Kingsmill . La " Fuerza de Acción Republicana del Sur de Armagh " se atribuyó la responsabilidad del hecho, afirmando que se trataba de una represalia por los asesinatos de Reavey y O'Dowd. Tras la masacre, el gobierno británico declaró el condado de Armagh como una "Zona de Emergencia Especial" y anunció el envío del Servicio Aéreo Especial (SAS) al sur de Armagh.  
Algunos miembros de la familia Reavey llegaron a la escena de la masacre de Kingsmill mientras conducían al hospital para recoger los cuerpos de John y Brian.  Algunos miembros de las fuerzas de seguridad iniciaron inmediatamente una campaña de acoso contra la familia Reavey y acusaron a Eugene Reavey de orquestar la masacre de Kingsmill. De camino a casa desde la morgue, la familia Reavey fue detenida en un puesto de control. Eugene afirma que los soldados agredieron y humillaron a su madre, le pusieron una pistola en la espalda y bailaron sobre la ropa de sus hermanos muertos. El acoso involucraría más tarde al 3er Batallón, Regimiento de Paracaidistas. En 2007, el Servicio de Policía de Irlanda del Norte se disculpó por el "atroz acoso sufrido por la familia a raíz del incidente a manos de las fuerzas de seguridad". 
Después de los asesinatos de los hermanos Reavey, su padre hizo jurar a sus cinco hijos sobrevivientes que no tomarían represalias ni se unirían a ningún grupo paramilitar republicano. 
En 1999, el líder del Partido Unionista Democrático (DUP), Ian Paisley, declaró en la Cámara de los Comunes que Eugene Reavey "organizó la masacre de Kingsmill". En 2010, un informe del Equipo de Investigaciones Históricas de la policía absolvió a Eugene de cualquier participación. La familia Reavey pidió disculpas, pero Paisley se negó a retractarse de la acusación y murió en 2014. 